# Perigymnosoma rubidum
Perigymnosoma rubidum är en tvåvingeart som beskrevs av Louis-Paul Mesnil 1953. Perigymnosoma rubidum ingår i släktet Perigymnosoma och familjen parasitflugor.
Artens utbredningsområde är Myanmar. Inga underarter finns listade i Catalogue of Life.